# George Green

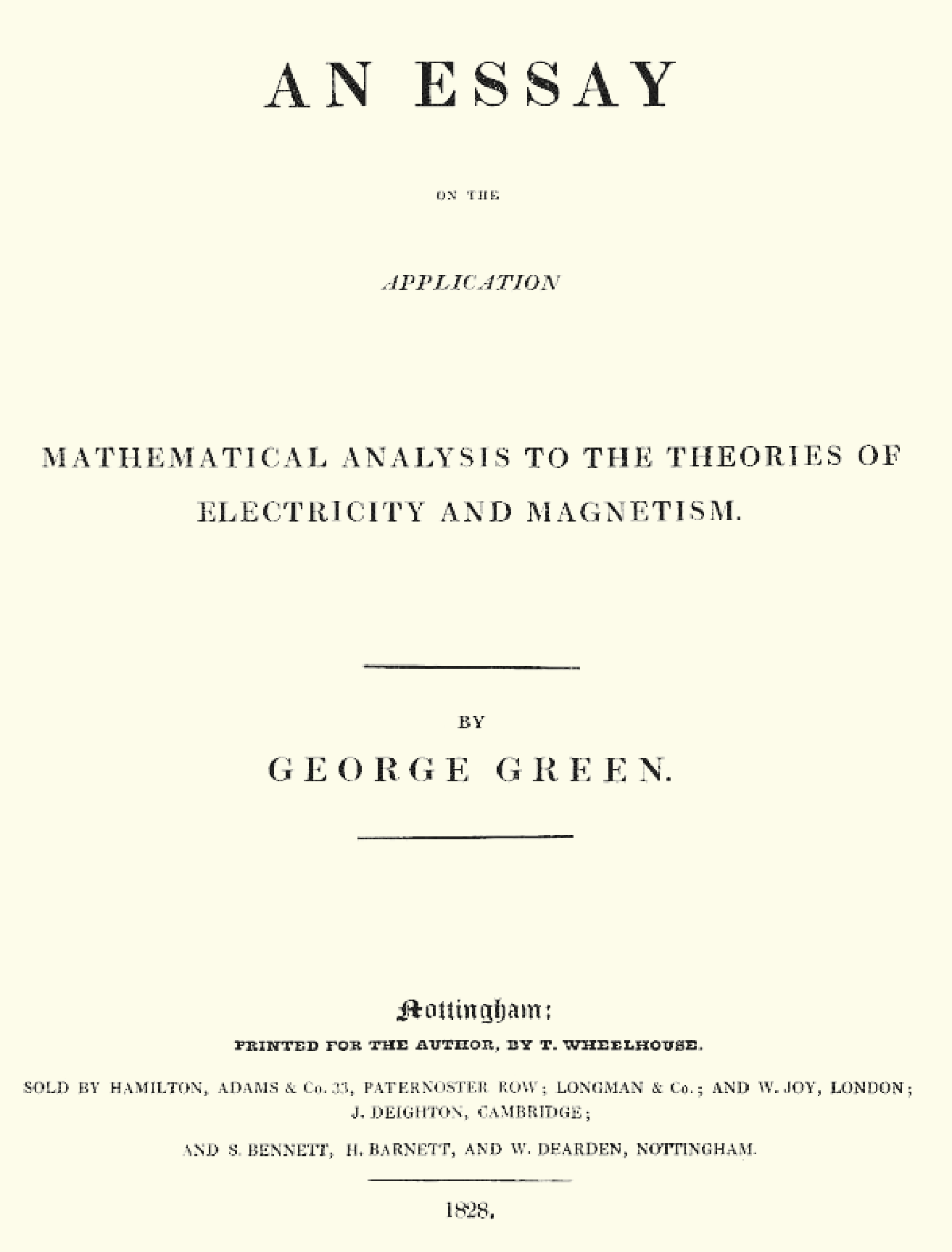
Cover van George Greens werk An Essay on the Application of Mathematical Analysis to the Theories of Electricity and Magnetism

George Green (Nottingham, 14 juli 1793 -  Sneinton, 31 maart 1841) was een Britse wiskundige en natuurkundige, bekend als medegrondlegger van de potentiaaltheorie en de theorie van het elektromagnetisme. Naar hem zijn de greense functies, greense dyades en de stelling van Green genoemd.
De vader van Green was bakker en eigenaar van een molen. George Green was bijna geheel autodidact en ging niet veel langer dan een jaar naar school. Daarna werkte hij in de molen. Onbekend is hoe hij zich de wiskunde eigen gemaakt heeft die hem in staat stelde tot zijn latere werk.
In 1828 publiceerde hij An Essay on the Application of Mathematical Analysis to the Theories of Electricity and Magnetism, waarin hij de begrippen potentiaal en greense functies invoerde voor het oplossen van partiële differentiaalvergelijkingen en een versie van wat later de stelling van Green genoemd werd, bewijst. Het essay werd slechts door de abonnees van de Nottingham Subscription Library gelezen, geen vakmensen, met uitzondering van de wiskundige Sir Edward Bromhead.  
Deze laatste introduceerde Green in academische kringen. In 1833, op 40-jarige leeftijd, ging Green naar de Universiteit van Cambridge. Hij doorliep de universiteit met glans en bleef na zijn afstuderen in 1837 bij de universiteit. Hij publiceerde over optica, akoestica en vloeistofdynamica. In 1840 werd hij ziek en ging hij terug naar Nottingham, waar hij het daaropvolgende jaar stierf. Greens werk werd in 1846 door Lord Kelvin herontdekt.